# Fernando José de França Dias Van-Dúnem
Fernando José de França Dias Van-Dúnem   (Luanda, 24 d'agost de 1934 - Lisboa, 12 de juny de 2024) va ser un polític d'Angola que va ser el primer vicepresident del Parlament Panafricà de la Unió Africana. Va ser membre del Moviment Popular per a l'Alliberament d'Angola (MPLA) i va servir com a primer ministre d'Angola dues vegades durant la dècada del 1990.
Va ser primer ministre des de juny de 1991 fins a desembre de 1992 i novament des del 3 de juny de 1996 fins al gener de 1999, quan va ser eliminat de nou el càrrec de primer ministre.

## Biografia
Va rebre una màster en Dret Públic, i una llicenciatura en Dret Públic a Ais de Provença, França. De 1964 a 1965 va ser assistent de recerca del professor Maarten Bos en dret internacional a la Universitat d'Utrecht al Països Baixos En aquest mateix any va dur a terme un estudi sobre el reconeixement d'Estats i de Govern. L'ambaixador Van-Dúnem ha estat membre de la Societat Americana de Dret Internacional des de 1964. De 1969 a 1971 va ser professor de Dret Internacional Públic, Dret Constitucional i Dret Administratiu a Bujumbura, Burundi.
Durant dos anys a partir de 1970 va ser assessor legal adjunt de l'Organització de la Unitat Africana. De 1972 a 1978 va ser director de personal de la mateixa organització. El 1978 l'ambaixador Van-Dúnem va ser representant adjunt d'Afers Polítics i Legals de l'OUA prop de la Nacions Unides a Ginebra, Suïssa.
De 1979 a 1982 va ser ambaixador extraordinari i plenipotenciari de la República Popular d'Angola a Bèlgica, el Països Baixos i la Comunitat Econòmica Europea. De 1982 a 1986 va ser ambaixador extraordinari i plenipotenciari de la República Popular d'Angola a Portugal i Espanya.
De 1985 a 1986 Van-Dúnem va ser viceministre de Relacions Exteriors, i de 1986 a 1990 va ser Ministre de Justícia. Va ser Ministre de Planificació el 1990-1991, i primer ministre de 1991 a 1992. Després de servir com a president de l'Assemblea Nacional d'Angola de 1992 a 1996, va ser primer ministre per segona vegada de 1996 a 1999.
Van-Dúnem va ser membre de l'Assemblea Nacional d'Angola el 1999. Al mateix temps, era professor de Dret Internacional, Història del pensament polític, i membre de la Facultat de Dret de la Universitat Catòlica d'Angola.
Van-Dúnem va ser el 71è candidat en la llista nacional del MPLA a les eleccions legislatives d'Angola de 2008. Van-Dúnem va obtenir l'escó en les eleccions, en els que el MPLA va obtenir una aclaparadora majoria.